# Miliusa nilagirica
Miliusa nilagirica är en kirimojaväxtart som beskrevs av Richard Henry Beddome. Miliusa nilagirica ingår i släktet Miliusa och familjen kirimojaväxter. IUCN kategoriserar arten globalt som sårbar. Inga underarter finns listade i Catalogue of Life.